# Pepel
Pepel – miasto portowe w Sierra Leone nad Oceanem Atlantyckim na wyspie Pepel w dystrykcie Port Loko. Liczy ok. 2 tysiące mieszkańców. Miasto jest połączone linią kolejową o długości 84 km i rozstawie 1067 mm z miastem Marampa, gdzie znajdują się złoża rudy. Pepel stanowi dla nich port wywozu.